# 泽西社
泽西社（诺曼语：Société Jersiaise）是1893年于泽西岛创办的一个学会。它推动和鼓励：
- 研究泽西岛相关的历史、考古、自然史、语言和其他许多学科。
- 泽西遗产保管和泽西博物馆服务，提供信息和义工。
- 保护岛上的自然环境
- 保护岛上的历史建筑和遗迹
- 出版书籍和文章介绍岛上名胜
- 办展览
- 搜集泽西岛的艺术品、书籍、印刷品、画、相片和地图。
- 通过官方艺术奖金资助当代艺术家